# 羽曾部卓
羽曾部 卓（はそべ たく、1975年7月12日 - ）は、日本の化学者。慶應義塾大学教授、工学博士。
研究分野は電気化学・光化学・超分子集合体・機能材料。

## 略歴
2000年 同志社大学工学部 卒業。2004年 大阪大学大学院工学研究科博士後期課程修了。
2004年 米国ノートルダム大学放射線研究所博士研究員。2005年 北陸先端科学技術大学院大学材料科学研究科 助手。2006年 北陸先端科学技術大学院大学マテリアルサイエンス研究科 講師。2007年 科学技術振興機構 さきがけ研究 研究者（併任）。2010年 慶應義塾大学理工学部応用化学科 准教授。2020年 慶應義塾大学理工学部応用化学科 教授。
2009年　PCCP Prize 2009 for Outstanding Achievement of Young Scientists in Physical Chemistry and Chemical Physics (イギリス王立化学会)。2009年　第23回若い世代の特別講演会賞（第89日本化学会春季年会）。2010年　科学技術分野の文部科学大臣表彰 若手科学者賞（文部科学省）。2014年　2014 SPP/JPP Young Investigator Awards（Society of Porphyrins and Phthalocyanines: 国際ポルフィリン/フタロシアニン学会)。

## 研究
電子移動の第一人者である福住俊一に師事し、有機太陽電池の研究を主に行っていた。
アメリカ化学会誌に掲載された、ポルフィリンを用いた良好な有機太陽電池が非常に有名である。(J. Am. Chem. Soc. 2005, 127, 1216.)
近年では多環芳香族炭化水素による光学・電子材料の開発に関心を示しており、主な研究テーマは
- 機能性π電子材料およびその集合体の合成
- 時間分解分光法を用いた励起ダイナミクス評価

である。